# Kania hirsutula
Kania hirsutula là một loài thực vật có hoa trong Họ Đào kim nương. Loài này được (F.Muell.) A.J.Scott mô tả khoa học đầu tiên năm 1990.